# Quittengo
Quittengo – miejscowość i gmina we Włoszech, w regionie Piemont, w prowincji Biella.
Według danych na styczeń 2009 gminę zamieszkiwało 220 osób przy gęstości zaludnienia 27,5 os./km².
1 stycznia 2016 gmina przestała istnieć.